# Бати, Гастон
Гастон Бати (фр. Gaston Baty; 26 мая 1885, Пелюссен, Луара — 13 октября 1952, там же) — французский драматург и режиссёр, теоретик театра, один из основателей в 1927 году театра «Картель» (фр. Cartel des quatre).
Родился в семье лесопромышленника, окончил доминиканский колледж в Уллене. Вместе с несколькими друзьями основал Académie de l’Athénée, где пробовал свои силы в режиссуре и написании сценариев спектаклей. В 1906 году получил степень бакалавра искусств в Лионе и в 1907—1908 годах жил в Германии (в Мюнхене) и в Российской империи, где совершенствовался в театральной режиссуре и проявил большой интерес к взглядам Макса Рейнхардта и Станиславского на реформирование современного театра. С 1908 по 1914 год работал вместе со своим отцом в лесопромышленном бизнесе, в 1914 году, когда началась Первая мировая война, был мобилизован на фронт в качестве военного переводчика. В 1919 году устроился на работу в парижский Cirque d’hiver, с 1921 года занимался там руководством монтажом декораций и тогда же основал творческое объединение Compagnons de la Chimère, которое собиралось в специально построенной деревянной хижине. В период с конца 1920-х по середину 1940-х годов он работал во многих театрах Франции, в том числе в Театре Елисейских полей и Théâtre de l’Avenue, в 1930 году занял место директора театра Монпарнас. Свою первую работу о теории театра написал ещё в 1920 году, для реализации своих идей основал в 1927 году театр «Картель», в котором ставились спектакли на острые современные темы в стилистике «бульварного театра». Был также автором нескольких пьес.
Во время немецкой оккупации Франции в ходе Второй мировой войны он первоначально согласился возглавить созданную Ассоциацию директоров театров в Париже, созданную в октябре 1940 года под контролем Германии, но в 1941 году ушёл в отставку. В последние годы жизни чрезвычайно заинтересовался кукольными театрами, считая кукольные представления «очищенным реализмом», и в 1950 году основал театр марионеток Comédie de Provence.